# تمر الأصابع
تمر الأصابع هي الرواية الثانية للكاتب العراقي محسن الرملي. صدرت (تمر الأصابع) باللغة الإسبانية أولاً في مدريد سنة 2008 عن دار الترثير نومبره ثم صدرت طبعتها العربية الأولى سنة 2009 في بيروت عن الدار العربية للعلوم - ناشرون، ومنشورات الاختلاف في الجزائر، وقد ترشحت هذه الرواية ضمن القائمة الطويلة للجائزة العالمية للرواية العربية (البوكر) سنة 2010.

## محتوى الرواية
تدور أحداثها بين العراق وإسبانيا وتتناول جوانباً من طبيعة التحول في المجتمع العراقي على مدى ثلاثة أجيال، فتتطرق إلى ثنائيات ومواضيع شتى كالحب والحرب والدكتاتورية والحرية والهجرة والتقاليد والحداثة والشرق والغرب.. وغيرها.
ووفق ما نشرته صحيفة (الحياة) بتاريخ / الأربعاء، 03 يونيو 2009 في بيروت عن مضمونها"تتقاطع أحداث الرواية بين الماضي وذكريات العراق مهد طفولة الكاتب و«مهد الحضارات»، وأحداث حاضر تدور في إسبانيا، أي بين ما يربط الإنسان بموطن الأجداد، وحياته في بلد الهجرة المحتضن للقادمين أو الهاربين من واقع بلادهم الأليم.
يقابل الكاتب المشاهد والصور التي تبرز المواضيع الأساسية لحياتين مختلفتين تعودان للشخص نفسه. إحداهما كوّنته وما زالت تسكنه حنيناً، والأخرى مكتسبة يعيشها بإرادته، ويفرضها التأقلم مع يوميات حاضر عملي: «فمنذ هروبي خارج أقواس العراق قبل عشرة أعوام وطّنت نفسي على النسيان حتى توطّنت». وفي محاولة للوصل بين الحياتين، يقصّ الراوي صوراً من الجرائد لموطنه الأصلي، ينتقي منها الأقل قسوة، ويعلّقها على جدران غرفته. ينظر إليها ويمارس بحسب ما يقول «هويتي الأولى، حنيني، شوقي إلى احتضان أمي وإخوتي، إلى زيارة قبر عالية، إلى السباحة في نهر دجلة، إلى أصدقائي، إلى أبقارنا وحميرنا ودجاجــاتنا والجـبل». وعالية هي ابنة عمه وحبيبته الأولى التي قضت غرقاً في النهر".

## مما قيل عن هذه الرواية
- قال عنها الكاتب الإسباني المعروف رافائيل ريج بأنها: رواية تطرح علينا أسئلة نخشى طرحها على أنفسنا وتكشف لنا مما نجهله عن أنفسنا نحن الأسبان، وهي في الوقت نفسه بمثابة رحلة للتعرف على الذات من خلال التعرف على الأب.
- ووصفها الشاعر والناقد مانويل رينا في مقال له عنها في صحيفة الآ بي ثي بأنها: رواية مشحونة بالعاطفة، بديعة باستحضاراتها وحنانها وتمتاز بقدرة كبيرة على رسم التناقضات ونقاط الاختلاف والتلاقي بين ثقافات الغرب والشرق.. إنها بحق هدية للفكر والحواس.
- فيما كتب عنها المسرحي والشاعر فرانثيسكو ثينامور قائلاً بأنها: جميلة، جميلة جداً هذه المشاهد والحكايات التي يبدعها لنا محسن الرملي والتي تتعلق بالحب وبالتراجيديا وبالثنائيات وبالتحول والصراع بين التقليدي والحديث.
- بينما اعتبر الملحق الثقافي لصحيفة (الموندو) محسن الرملي بأنه واحد من أهم الأصوات في النثر العراقي المعاصر.
- «تمر الأصابع» هي ثورة الأنا بين إرث الماضي وثأر الحاضر، وهي من الأعمال الأدبية ذات الحضور السردي الاستثنائي واللغة الفنية متعددة المستويات، مفتوحة العوالم، قادرة على خلق جادات أدبية وفكرية جديدة، تحرك الساكن والساكت فينا حول مشهد العالم أمامنا".

فهد توفيق الهندال
صحيفة (القبس) الكويتية، العدد 13217: «أن هذه الرواية قد تمكنت من الوقوف عند تقاطع عالمي الشرق والغرب عبر هذه البراعة اللغوية، وإن تداخل الماضي بالحاضر، وما يتعلق بالذات الساردة، والآخر وهي تتشكل عبر سرديتها المتوترة وحيويتها التصويرية في أبعادها التراجيدية والكوميدية تجعل النص حافلا بالمتعة ومفيدا لكل متدبر في علاقة الغرب بالشرق، وفي حقيقة الشرق والغرب على السواء».
د.محمد المسعودي في صحيفة (القدس العربي) العدد 6386 لندن: «محسن الرملي ينثر خيوط الحكاية ببراعة واضحة ويترك لك تلمسها ونسج الشبكة الروائية. و(تمر الأصابع) نص روائي يمكنك أن تأكل «تمره» وأن تلحس «أصابعك» بعد الأكل/ القراءة».
سلمان زين الدين في صحيفة (الحياة) 02 سبتمبر 2009م لندن: «بين الإحساس العميق بمفاهيم الشرق، وبين ما يقدمه الغرب من مفاهيم وأطر ثقافية مختلفة، تتطرق هذه الرواية إلى مواضيع متعددة كالهجرة والاغتراب والحنين والحب، ومفهوم الوطن، عبر صور معبّرة ومشاهد قوية ومؤّثرة، لكن في إطار من الحنان الذي يشذب القسوة، ومن خلال نظرة إنسانية هادئة، تبحث عن الرفعة».